# La festa (peggiore) dell'anno
La festa (peggiore) dell'anno (Worst. Prom. Ever) è un film per la televisione statunitense del 2011, diretto da Dan Eckamn.

## Trama
Si avvicina il giorno del ballo scolastico: Heather, che non ha mai fatto niente di entusiasmante durante il liceo, invita lo spacciatore di droga della scuola, Colin; Clark affitta una limousine a nome del padre per andare al ballo con la sua ragazza, Sharon; Neve decide di copulare con il fidanzato Justin prima che comincino le danze. La festa, però, si rivela un disastro: Sharon lascia Clark con un SMS pochi minuti prima della partenza con la limousine, Justin abbandona Neve mezza nuda nello spogliatoio della scuola e Colin se ne va con le borsette rubate di tutte le ragazze. Heather, Clark e Neve decidono di salvare la serata, finendo con l'iniziare un'avventura nella periferia della città, che li porta faccia a faccia con un autista di limousine ubriaco, lo spacciatore locale di droga e la polizia.

## Distribuzione
Negli Stati Uniti, il film è andato in onda il 10 maggio 2011, durante un party di lancio tenutosi a New Orleans.
In Italia, il film è stato trasmesso su MTV il 23 dicembre 2011.